# Frank Bateman Keefe
Frank Bateman Keefe (* 23. September 1887 in Winneconne, Winnebago County, Wisconsin; † 5. Februar 1952 in Neenah, Wisconsin) war ein US-amerikanischer Politiker. Zwischen 1939 und 1951 vertrat er den Bundesstaat Wisconsin im US-Repräsentantenhaus.

## Werdegang
Frank Keefe besuchte die öffentlichen Schulen seiner Heimat und danach bis 1906 die Oshkosh State Normal School. In den Jahren 1906 und 1907 arbeitete er als Lehrer in Viroqua. Nach einem anschließenden Jurastudium an der University of Michigan in Ann Arbor und seiner im Jahr 1910 erfolgten Zulassung als Rechtsanwalt begann er in Oshkosh in seinem neuen Beruf zu arbeiten. Zwischen 1922 und 1928 fungierte Keefe als Staatsanwalt im Winnebago County. Außerdem war er Präsident der Oshkosh Bank.
Politisch war Keefe Mitglied der Republikanischen Partei. Bei den Kongresswahlen des Jahres 1938 wurde er im sechsten Wahlbezirk von Wisconsin in das US-Repräsentantenhaus in Washington, D.C. gewählt, wo er am 3. Januar 1939 die Nachfolge von Michael Reilly antrat. Nach fünf Wiederwahlen konnte er bis zum 3. Januar 1951 sechs Legislaturperioden im Kongress absolvieren. Dort wurden bis 1941 noch weitere New-Deal-Gesetze der Bundesregierung verabschiedet. Zwischen 1941 und 1945 prägten die Ereignisse des Zweiten Weltkrieges auch die Arbeit des Kongresses. In seinen letzten Jahren im US-Repräsentantenhaus erlebte Keefe den Beginn des Kalten Krieges.
Im Jahr 1950 verzichtete Frank Keefe auf eine weitere Kandidatur. Nach seinem Ausscheiden aus dem US-Repräsentantenhaus arbeitete er wieder als Anwalt. Er starb am 5. Februar 1952 in Neenah und wurde in Oshkosh beigesetzt.